# Bárbara de Oliveira
Bárbara de Oliveira (ur. 12 marca 1991) – brazylijska lekkoatletka specjalizująca się w biegach sprinterskich.
Była członkinią brazylijskiej sztafety 4 x 100 metrów, która zdobyła w Bydgoszczy brązowy medal mistrzostw świata juniorów (2008). W 2010 była czwarta w biegu na 400 metrów oraz – wraz z koleżankami z reprezentacji – trzecia w sztafecie 4 x 400 metrów na czempionacie ibero-amerykańskim. Dwukrotna medalistka młodzieżowych mistrzostw Ameryki Południowej w 2010. Srebrna medalistka igrzysk panamerykańskich w sztafecie 4 x 400 metrów (2011). Stawała na podium juniorskich mistrzostw kontynentu południowoamerykańskiego. Medalistka mistrzostw Brazylii.
Rekord życiowy w biegu na 400 metrów: 52,39 (5 sierpnia 2011, São Paulo). 23 maja 2011 w Rio de Janeiro ustanowiła wynikiem 52,96 rekord Brazylii juniorów w tej konkurencji.

## Osiągnięcia
| Rok  | Impreza                                            | Miejsce      | Konkurencja        | Pozycja    | Wynik   |
| ---- | -------------------------------------------------- | ------------ | ------------------ | ---------- | ------- |
| 2008 | Mistrzostwa świata juniorów                        | Bydgoszcz    | sztafeta 4 x 100 m | 3. miejsce | 44,61   |
| 2008 | Mistrzostwa Ameryki Południowej juniorów młodszych | Lima         | bieg na 100 m      | 2. miejsce | 12,39   |
| 2008 | Mistrzostwa Ameryki Południowej juniorów młodszych | Lima         | bieg na 200 m      | 2. miejsce | 24,61   |
| 2008 | Mistrzostwa Ameryki Południowej juniorów młodszych | Lima         | sztafeta szwedzka  | 1. miejsce | 2:12,47 |
| 2009 | Mistrzostwa Ameryki Południowej juniorów           | São Paulo    | bieg na 400 m      | 1. miejsce | 53,44   |
| 2009 | Mistrzostwa Ameryki Południowej juniorów           | São Paulo    | bieg na 200 m      | 5. miejsce | 24,40   |
| 2009 | Mistrzostwa Ameryki Południowej juniorów           | São Paulo    | sztafeta 4 x 400 m | 1. miejsce | 3:42,20 |
| 2010 | Młodzieżowe mistrzostwa Ameryki Płd.               | Medellín     | bieg na 400 m      | 1. miejsce | 53,38   |
| 2010 | Młodzieżowe mistrzostwa Ameryki Płd.               | Medellín     | sztafeta 4 x 400 m | 2. miejsce | 3:40,68 |
| 2010 | Mistrzostwa ibero-amerykańskie                     | San Fernando | bieg na 400 m      | 4. miejsce | 53,57   |
| 2010 | Mistrzostwa ibero-amerykańskie                     | San Fernando | sztafeta 4 x 400 m | 3. miejsce | 3:33,17 |
| 2010 | Mistrzostwa świata juniorów                        | Moncton      | bieg na 400 m      | półfinał   | 53,60   |
| 2011 | Mistrzostwa świata                                 | Daegu        | sztafeta 4 x 400 m | eliminacje | 3:32,43 |
| 2011 | Igrzyska panamerykańskie                           | Guadalajara  | sztafeta 4 x 400 m | 2. miejsce | 3:29,59 |
| 2012 | Młodzieżowe mistrzostwa Ameryki Płd.               | São Paulo    | sztafeta 4 x 400 m | 1. miejsce | 3:41,16 |
| 2014 | Mistrzostwa ibero-amerykańskie                     | São Paulo    | sztafeta 4 × 400 m | 1. miejsce | 3:29,66 |